# مزرعه سه قنات
مزرعهٔ سه قنات یک منطقهٔ مسکونی در ایران است که در دهستان ماهور واقع شده‌است. مزرعهٔ سه قنات ۱۱۷ نفر جمعیت دارد.